# Wasted Love (JJ-sang)
"Wasted Love" er en sang af den østrigske kunstner JJ. Sangen blev udgivet den 6. marts 2025 og er skrevet af JJ selv sammen med Teodora Špirić og Thomas Turner.
Sangen var Østrigs bidrag til Eurovision Song Contest 2025 og vandt showet med 436 point fra juryer og seere.